# Светлый путь (фильм)
«Светлый путь» — советская музыкальная кинокомедия, снятая в 1940 году.
В фильме впервые прозвучала знаменитая песня Исаака Дунаевского на стихи д’Актиля — «Марш энтузиастов».

## Сюжет
Прототип главной героини фильма — Клавдия Фёдоровна Сахарова, инициатор стахановского движения многостаночниц в текстильной промышленности.
В фильме главная героиня — неграмотная деревенская девушка Таня Морозова, которая проходит путь от домработницы до передовой ткачихи. В деревне она жила у хозяйки на положении служанки — настоящая золушка, которая, впрочем, отличалась сообразительностью и тягой к знаниям. Прогнанная со службы взревновавшей хозяйкой, Таня устраивается простой уборщицей на ткацкую фабрику имени Ногина (съёмки происходят на действующей ново-ткацкой фабрике в городе Ногинск Московской области), но затем в скором времени становится одной из ткачих. Отличившись в борьбе с вредителями, Татьяна становится участником стахановского движения и добивается выдающихся успехов в интенсификации труда: вместо положенных 8 станков она умудряется следить за целым цехом в 150 станков.
Кульминация фильма — награждение её орденом Ленина: вчерашняя золушка оказывается в прекрасном дворце, где от радости кружится в танце среди хрустальных люстр и позолоченных зеркал. Помимо «производственной линии» намечена в фильме и любовная коллизия: на протяжении всего своего «светлого пути» героиня тайно влюблена в обаятельного молодого инженера, Алексея Лебедева, но считает себя недостойной такого умного и интеллигентного человека — пока её не награждают орденом.

## В ролях
| Актёр               | Роль                       |
| ------------------- | -------------------------- |
| Любовь Орлова       | Татьяна Ивановна Морозова  |
| Евгений Самойлов    | Алексей Николаевич Лебедев |
| Елена Тяпкина       | Мария Сергеевна Пронина    |
| Владимир Володин    | Пётр Устинович Талдыкин    |
| Осип Абдулов        | Федор Карпович Дорохов     |
| Николай Коновалов   | Николай Зубков             |
| Анастасия Зуева     | Аграфена Лукинична         |
| Рина Зелёная        | секретарша                 |
| Павел Оленев        | Курнаков                   |
| Фёдор Селезнёв      | Самохин                    |
| Вера Жидкова        | хозяйка                    |
| Вера Алтайская      | Клава                      |
| Нина Федосюк        | Маруся                     |
| Александра Терёхина | Варя                       |

## Съёмочная группа
- Автор сценария — Виктор Ардов
- Режиссёр — Григорий Александров
- 2-й режиссер — Алексей Левшин
- Художник-постановщик — Борис Кноблок
- 2-й художник-постановщик — Владимир Рахальс
- Операторы — Борис Петров, Алексей Болтянский
- Композитор — Исаак Дунаевский
- Текст песен — Анатолий Д’Актиль, Михаил Вольпин
- Звукооператоры — Валерий Попов, Николай Тимарцев
- Ассистент режиссера — Роман Клаф
- Ассистенты оператора — Леонид Княжинский, Алексей Королев
- Балетмейстер — Галина Шаховская
- Монтажер — Ева Ладыженская
- Директор картины — Борис Чижов

## Съёмки
Фильм снят по агитационной пьесе Виктора Ардова «Золушка». Значительная часть бытовых сцен снималась в Троице-Сергиевой лавре, производственные эпизоды — на Богородско-Глуховской мануфактуре в Ногинске (здание Новоткацкой фабрики). В самом начале фильма, когда по радио передают серию утренников, звучат музыкальные темы Исаака Дунаевского из другого фильма Григория Александрова с Любовью Орловой — «Веселые ребята».

## Прокат и издания
Фильм вышел в прокат 8 октября 1940 года. В американский прокат фильм поступил под названием «Таня». После смерти Сталина в картине для её последующей демонстрации были купированы некоторые эпизоды и кадры (например, со статуей Сталина на ВДНХ, с упоминанием в правительственной телеграмме Молотова).
Полная версия фильма была показана в начале 1990-х, в программе «Киноправда?» на 1 канале ТВ, а в 2002 г., к столетию со дня рождения Любови Орловой, на канале РТР была вновь показана полная версия фильма, но уже с «восстановленным» качеством изображения.
В 1990-е и 2000-е годы фильм выпускался на домашних видеокассетах. Впоследствии на DVD выпускаются как сокращённая, так и полная (издатель — «Восток В») версии фильма.

## Оценки
Пётр Вайль о фильме:

Фильм «Светлый путь» — без преувеличения культовый. Это важно понимать, когда смотришь картину. Фильм не просто популярный и любимый, а как может быть иначе, когда собрано такое созвездие: режиссёр — Александров, композитор — Дунаевский, главная роль — Любовь Орлова, а с ней в компании — Евгений Самойлов, Владимир Володин, Рина Зелёная. Фильм именно культовый, потому что по нему можно строить жизнь, выбирать модель мировосприятия и поведения.